# ATP Challenger Nümbrecht
Der ATP Challenger Nümbrecht (offiziell: Nümbrecht Challenger) war ein Tennisturnier, das zwischen 1998 und 1999 in Nümbrecht, Nordrhein-Westfalen, stattfand. Es gehörte zur ATP Challenger Tour und wurde in der Halle auf Teppich gespielt.

## Liste der Sieger

### Einzel
| Jahr | Sieger          | Finalgegner   | Ergebnis      |
| ---- | --------------- | ------------- | ------------- |
| 1999 | George Bastl    | Martin Damm   | 7:6, 6:3      |
| 1998 | Christian Vinck | Peter Wessels | 6:7, 6:4, 6:4 |

### Doppel
| Jahr | Sieger                      | Finalgegner                       | Ergebnis |
| ---- | --------------------------- | --------------------------------- | -------- |
| 1999 | Dirk Dier Jens Knippschild  | Andreas Tattermusch Andreas Weber | 6:3, 7:5 |
| 1998 | Maks Mirny Andrei Olchowski | Saša Hiršzon Aleksandar Kitinov   | 6:4, 7:6 |